# 利亞
利亞（希伯來語：‎ ,英文Leah）天主教思高聖經譯名肋阿，是《希伯来圣经》裡以色列族長、以色列人祖先雅各的第一位妻子（兩人是表親），拉班的大女兒，丈夫雅各是她的表兄，參見《創世記》。
聖經創世記29:17記載利亞的眼睛沒有神氣，(妹妹)拉結卻生得美貌俊秀。
雅各喜歡拉班的小女兒拉結（Rachel），拉班出門謊稱有女兒拉結，外面的人問是否有女兒利亞，拉班不語，為娶拉結，雅各服事了拉班七年，但拉班以當地沒有小女兒先結婚的習俗為理由，將大女兒利亞許配給雅各，要求雅各再為自己服事七年，才願意把拉結許配給他，雅各只好同意了。
雅各愛拉結勝過愛利亞，耶和華卻讓利亞為雅各生了許多孩子：流便、西緬、利未、犹大，後來又生了西布倫及以薩迦，他們也是以色列十二支派中六個支派的祖先。
| 雅各和各个妻妾所生的子女及出生次序 |                    |                    |                    |                    |                    |                    |                    |                    |                    |            |               |           |           |             |              |              |
| 利亚                               | 利亚               | 利亚               | 利亚               | 利亚               | 利亚               | 利亚               | 利亚               | 利亚               | 利亚               | 流便（1）  | 西缅（2）     | 利未（3） | 犹大（4） | 以萨迦（9） | 西布伦（10） | 底拿（女儿） |
| 拉结                               | 拉结               | 拉结               | 拉结               | 拉结               | 拉结               | 拉结               | 拉结               | 拉结               | 拉结               | 约瑟（11） | 便雅悯（12）  |           |           |             |              |              |
| 辟拉（拉结的侍女）                 | 辟拉（拉结的侍女） | 辟拉（拉结的侍女） | 辟拉（拉结的侍女） | 辟拉（拉结的侍女） | 辟拉（拉结的侍女） | 辟拉（拉结的侍女） | 辟拉（拉结的侍女） | 辟拉（拉结的侍女） | 辟拉（拉结的侍女） | 但（5）    | 拿弗他利（6） |           |           |             |              |              |
| 悉帕（利亚的侍女）                 | 悉帕（利亚的侍女） | 悉帕（利亚的侍女） | 悉帕（利亚的侍女） | 悉帕（利亚的侍女） | 悉帕（利亚的侍女） | 悉帕（利亚的侍女） | 悉帕（利亚的侍女） | 悉帕（利亚的侍女） | 悉帕（利亚的侍女） | 迦得（7）  | 亚设（8）     |           |           |             |              |              |

1. ↑  . 信望愛.   [2024-07-15]. （原始内容存档于2024-07-15）.